# لوثر رينز
ماثيو ار «مات» وايس (بالإنجليزية: Matt Wiese)‏ , (ولد في 22 سبتمبر 1971), مصارع أمريكي محترف، كان يصارع في السابق تحت أسم لوثر رينز في اتحاد الدبليو دبليو أي للمصارعة في عرض سماكداون 

وقد لعب عدة مبارايات لم تعرض على التلفاز أول مجيئه للدبليو دبليو اي في عامي 2003 و 2004 , وأصبح صديقا لمدير سماك داون العام كيرت أنجل وأول مباراة له كانت في عرض غريت امريكن باش عندما هزم تشارلي هاز أحد رجال أنجل، وبعدها ظهر مارك جيندراك وأنضم إلى انجل أيضا، أثناء مباراة فرق ضد بيج شو وإيدي غوريرو، وجيندارك بمهاجمة بيج شو مع رينز وأنجل، وقاموا بحلق شعر بيج شو، ودخلوا في عداء مع بيغ شو لمدة أربعة أشهر.

شكل رينز وجيندراك فريق انجل الجديد مع كريت انجل كقائد لهم، من سبتمبر 2004 إلى فبراير 2005 ساعد جيندارك ورينز انجل في معظم مبارياته، وأصبح رينز وجيندراك ينافسان على بطولة الفرق، ولكنهما دخلا في عداء مع الأندرتيكر في فبراير، وفي يوم 17 فبراير فاز تيكر على جيندراك وقام رينز بضرب اندرتيكر على رأسه من الخلف بواسطة كاميرا، وفي يوم 20 فبراير في عرض نو واي أوت تواجه رينز وتيكر وتمكن أندرتيكر من الفوز.

و بعدها بدأت مشاكل بين لوثر ومارك حيث بدأ رينز يستر من جيندراك وفي يوم 24 فبراير في عرض السماكداون واجه الاثنان اندرتيكر في مباراة 2 ضد واحد ورفض رينز ان يعطي الدور لجيندراك للدخول، وبعدها أصبح عراك بين جيندراك ورينز، وفي يوم 3 مارس 2005 فاز ري مستيريو وادي غوريرو على رينز وجيندراك وبعد المباراة حاول جيندراك مساعدة رينز على الوقف حيث قاموا بتثبيت رينز ولكن قام رينز بدفع جيندراك مما جعل مارك يهاجم رينز، وفي يوم 10 مارس في عرض سماكداون أقيمت مباراة بين جيندارك ورينز وتمكن جيندراك من الفوز، وفي عرض راسليمنيا 21 شارك رينز في مباراة باتل رويل من 30 مصارع لكنه خسر حيث فاز بها بوكر تي 

وبعدها دخل رينز في عداء مع بيج شو حيث تحدث رينز ان بيج شو قد احرج عرض سماكداون واطاح بسمعته بخسارته ضد أكيبونو في عرض راسلمينيا 21 , ولكن رينز لم يستطع ان يثبت انه أقوى من بيج شو فقد فاز بيج شو على رينز في عرض سماك داون 

وبعدها أصبح رينز يصارع في عرض فيلوستي، وفاز معظم مبارياته، وبعدها أصبح صديقا لبول هيمان الذي وضعه مع رينيه دوبريه كفريق ليذهبا إلى عرض الرو ولكنه أصبح في فريق مع المصارع كرسيتيان وصديقه تايسون تومكو.وفي 16 يوليو 2005 تم تسريح رينز من الشركة.

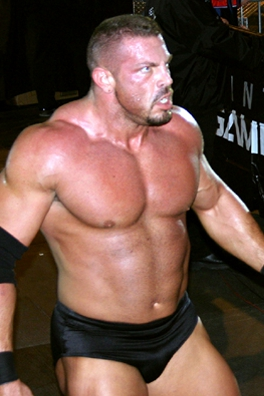
لوثر رينز مفتول العضلات

## روابط خارجية
- لوثر رينز على موقع IMDb (الإنجليزية)
- لوثر رينز على موقع قاعدة بيانات الفيلم (الإنجليزية)
- لوثر رينز على موقع CageMatch worker (الإنجليزية)
- لوثر رينز على موقع قاعدة بيانات المصارعة على الإنترنت (الإنجليزية)
- لوثر رينز على موقع عالم المصارعة على الإنترنت (الإنجليزية)
- لوثر رينز على موقع عالم المصارعة على الإنترنت (الإنجليزية)